# Calle de Santiago
La calle de Santiago de Valladolid (Castilla y León, España), en el centro de la ciudad, es una calle peatonal que une la plaza Mayor con la plaza de Zorrilla. Es la principal calle comercial de la ciudad.

## Historia

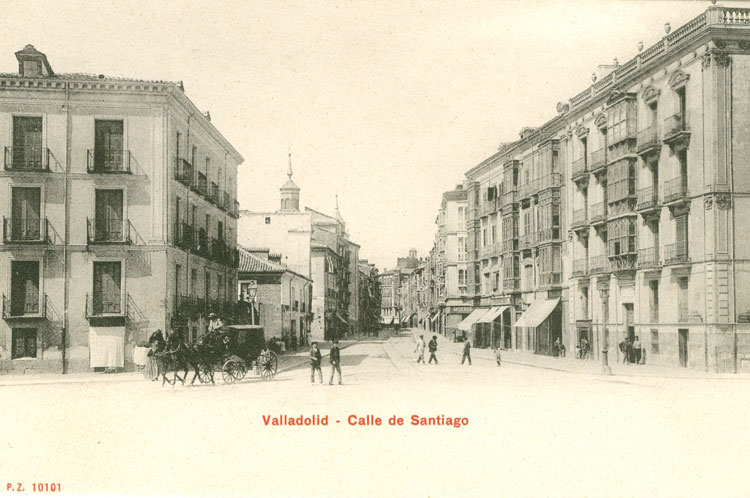
Calle de Santiago, imagen de principios del.

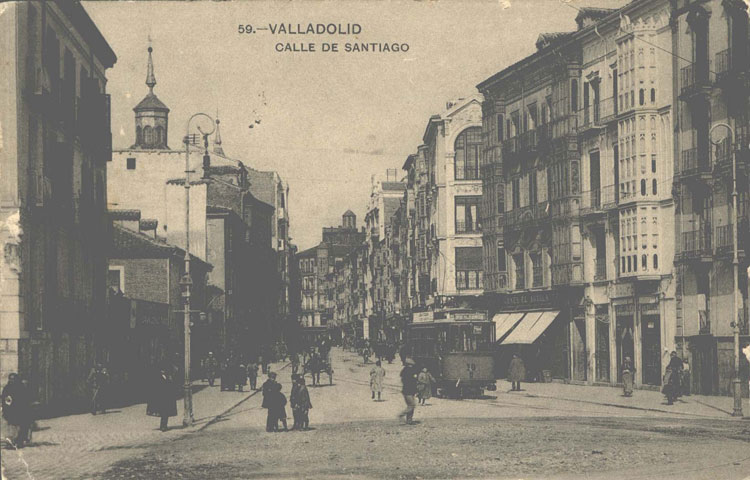
Calle de Santiago, postal de principios del

El primer edificio que ocupó este espacio fue el convento de San Francisco, que fue construido sobre unas casas que regaló a los miembros de la orden de san Francisco la reina Violante, mujer de Alfonso X. Cuando el conde Pedro Ansúrez ordenó la construcción de la segunda muralla del que fuera su señorío, hizo proteger la entrada a la ciudad con la conocida como Puerta del Campo, recibiendo también este nombre la parte de la calle, desde la citada puerta a la ermita que comenzó a llamarse de Santiago y en la que tuvieron su asentamiento cofreros y carpinteros.
Junto al citado convento franciscano, el Convento de las Francesas, la casa del Conde de Monterrey constituyen y completan el legado histórico y artístico de la calle Santiago, del que buena parte no se conserva en la actualidad.
A lo largo de su historia, la calle Santiago ha contado con dos puertas. El derribo de la última condicionó el trazado actual de la calle junto con la canalización de los ramales del río Esgueva y la urbanización de la zona circundante con la construcción de las cercanas calles de Miguel Íscar, Recoletos y paseo de Zorrilla.
En 1881 se inaugura la primera línea del tranvía de Valladolid, que une la estación del Norte con el entorno de la plaza de San Pablo mediante tracción animal. Parte del trazado discurre por la calle Santiago, y los raíles fueron instalados entre los adoquines de la calle. Estos continuaron después de la electrificación de la red en 1910, hasta su clausura en 1933.

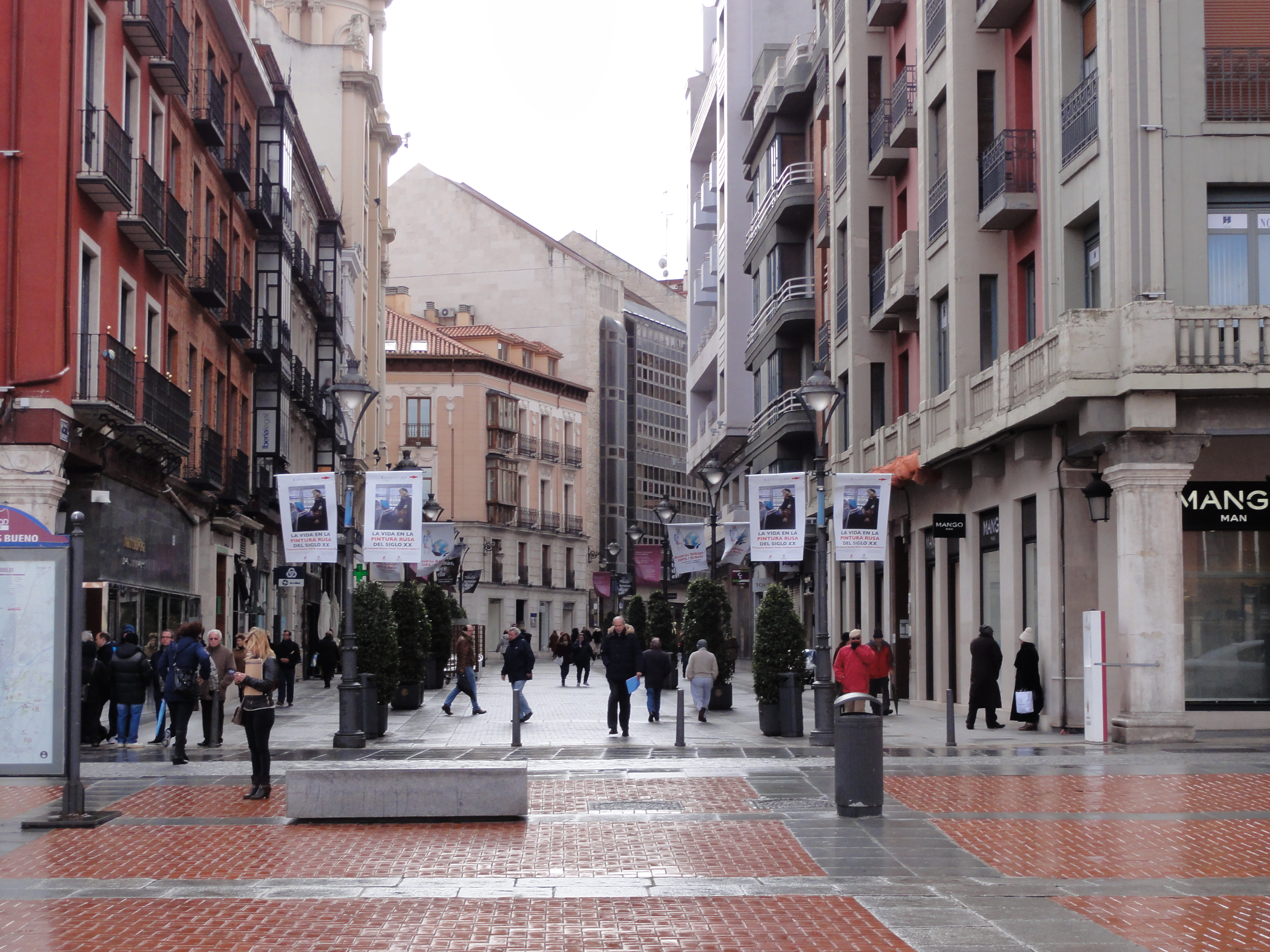
Inicio de la calle Santiago desde la plaza Mayor de Valladolid

Con la desaparición del tranvía, los adoquines fueron sustituidos por asfalto y las aceras encintadas con bordillos de piedra, lo que motivó que la calle se convirtiera, sobre todo con la llegada del siglo XX en una de las calles comerciales por excelencia de la ciudad con la instalación de los primeros establecimientos artesanales que posteriormente fueron ocupados por bares como el Jauja, el Niza o el Astur Vasco. La primera zapatería de Valladolid, La Barcelonesa, también se instaló en esta calle. Confiterías, cafeterías, tiendas de tejidos y de modas o seguros como La Unión y el Fénix también se ubicaron en esta calle.

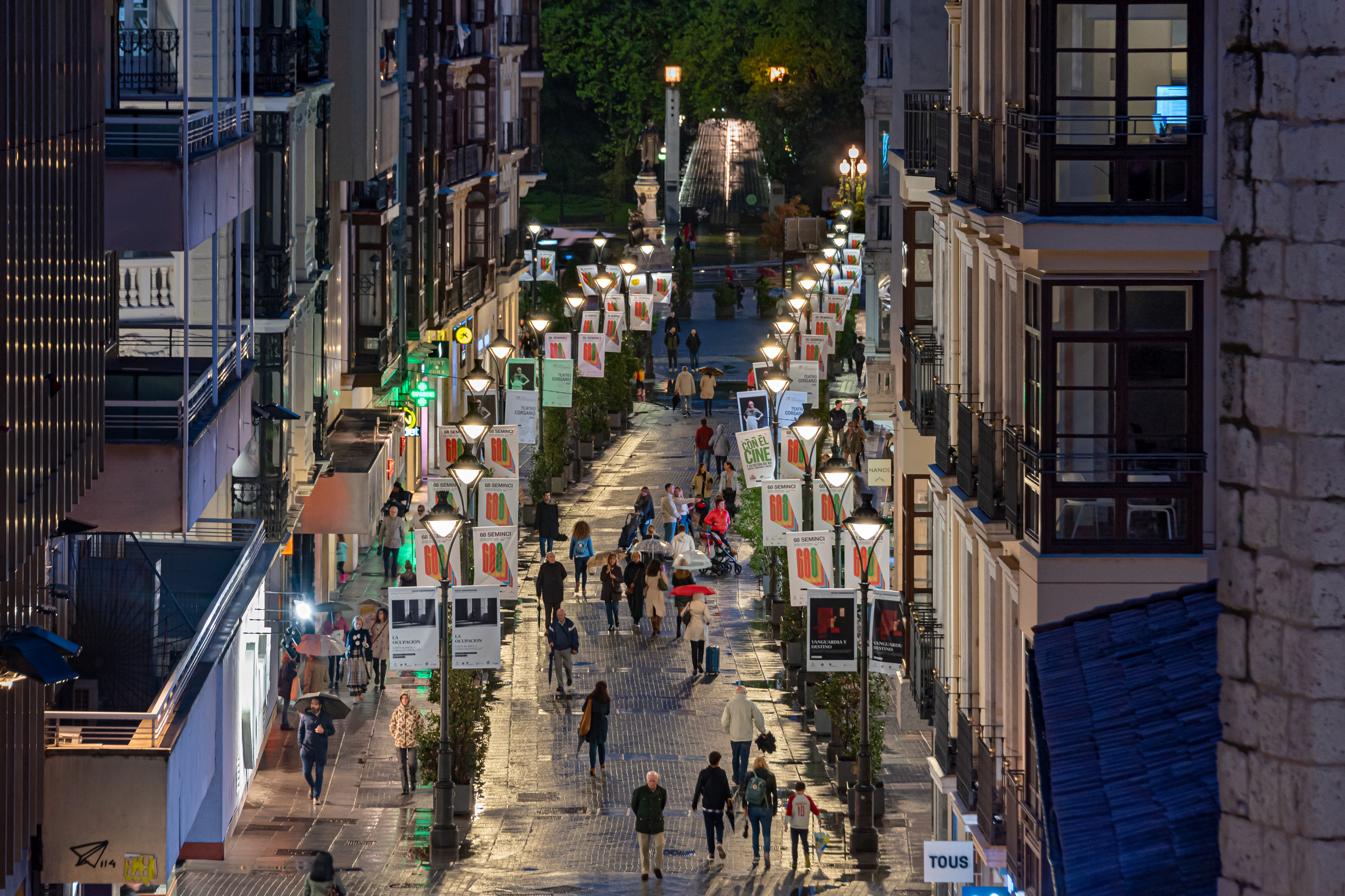
Vista nocturna

En el siglo XX, la calle Santiago también acogió las procesiones de Semana Santa durante la renovación que impulsó el arzobispo vasco Remigio Gandásegui. En la calle de Santiago tras su primer asentamiento en la iglesia de San Miguel, la cofradía de las Siete Palabras fijó su sede en la que fuera antigua ermita.
El 30 de noviembre de 1982, se abrió la calle tras la reforma del pavimento para su peatonalización.

## Recorrido

### Viviendas en Santiago, 2
El arquitecto Manuel Cuadrillero será el responsable de un proyecto que tiene como consecuencia la alteración de la fisonomía de la plaza Mayor. No solo se varía la escala, sino que se introduce una torre en la esquina como elemento individualizador.
En la planta baja respeta la presencia de soportales, y en los cuatro primeros pisos mantiene el ritmo de las fachadas de los otros edificios de la Plaza. Pero en el ático y la torre se ponen de manifiesto las diferencias con la aparición de balcones volados de piedra y galerías cubiertas con columnas clásicas estilizadas.
Con dos fachadas libres el arquitecto intenta que todas las dependencias importantes se abran a ellas. Hay dos patios de ventilación que sirven para distribuir las viviendas.

### La Unión y el Fénix

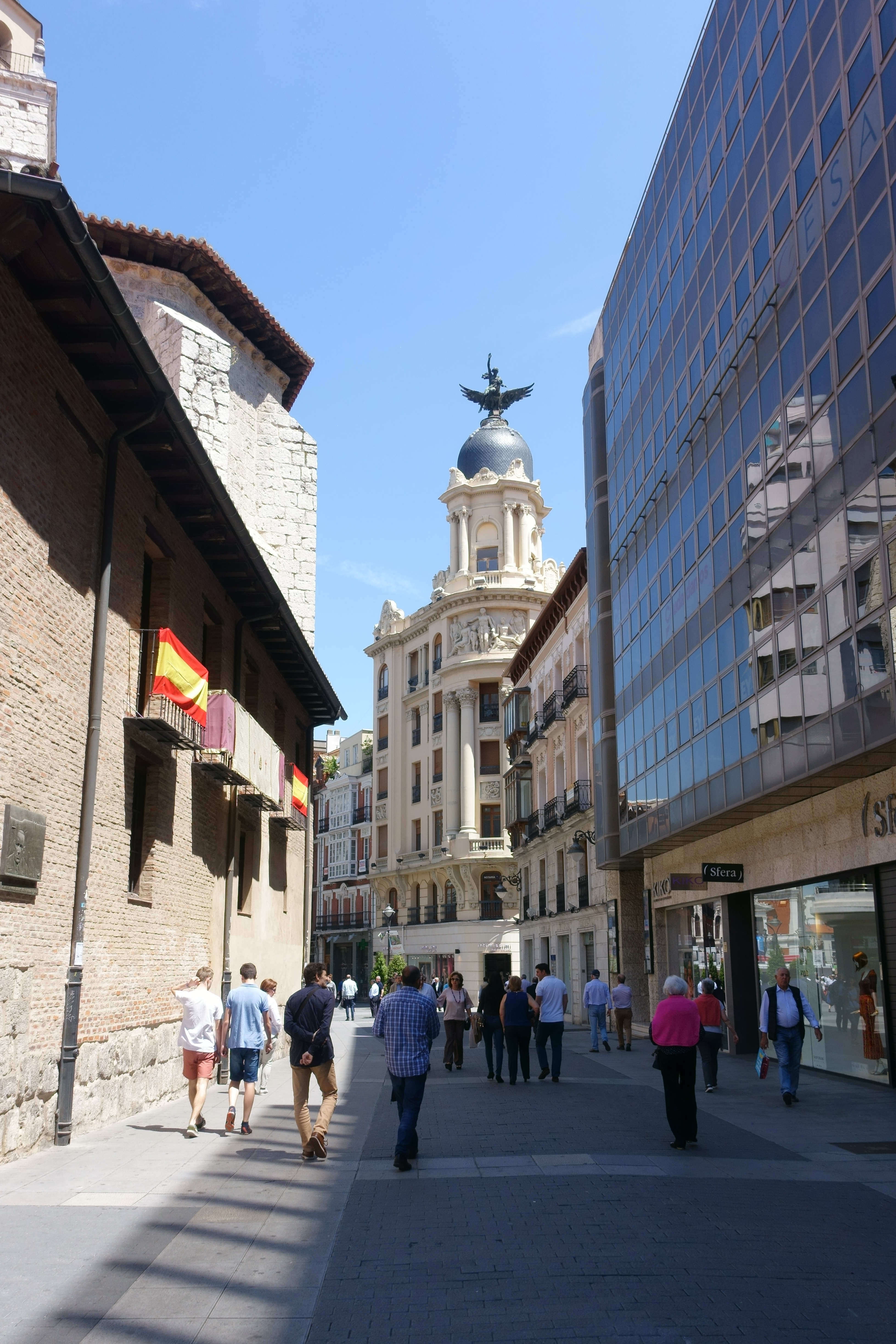
Vista de la calle con el edificio de La Unión y el Fénix

Fue diseñado por Benjamín Gutiérrez Prieto y construido en 1936. Destaca por su estilo que mantiene la popular imagen de la sede madrileña de la Unión y el Fénix en la calle de Alcalá, proyectada años antes por los hermanos Feurer. Su estilo neobarroco  contrasta con los cercanos edificios racionalistas que se construían entonces.
Con locales comerciales de la compañía, oficinas y viviendas, se organiza en bajo, entreplanta, cuatro pisos y torre de remate. Destaca el enlace de las fachadas de las calles Santiago y Constitución, con un cuerpo con columnas de orden gigante que abarcan tres alturas. Sobre él, se sitúa un relieve alegórico y la linterna, que a su vez sustenta la escultura que encaran la imagen de la empresa.
Las superficies de ladrillo enfoscado y pintado de las fachadas están cubiertas de relieves alegóricos, decoraciones vegetales y animales y escudos del Ayuntamiento y la República.

### Viviendas en Santiago, 6
Se sitúa frente a la iglesia de Santiago y al edificio de la Unión y el Fénix, como ejemplo de otra forma de arquitectura de los años treinta.
Es el resultado de una reforma de Jacobo Romero en 1935, sobre un proyecto de 1932 de Manuel Cuadrillero. El primero era un proyecto que incluía elementos decorativos del modernismo vienés, como el remate de la esquina. El proyecto de Romero repite el esquema compositivo de la Unión y el Fénix, también con la torre esquinada. Pero lo diferencia estriba en la eliminación de todo tipo de decoración que los arquitectos racionalistas consideraban superflua.
No obstante, se aprecian algunas indecisiones que hacen que su inclusión en el racionalismo no sea total. Para lograr dinamismo en las fachadas se remarca un primer plano, quedando otro hundido, del que surgen los miradores.

### Iglesia de Santiago Apóstol

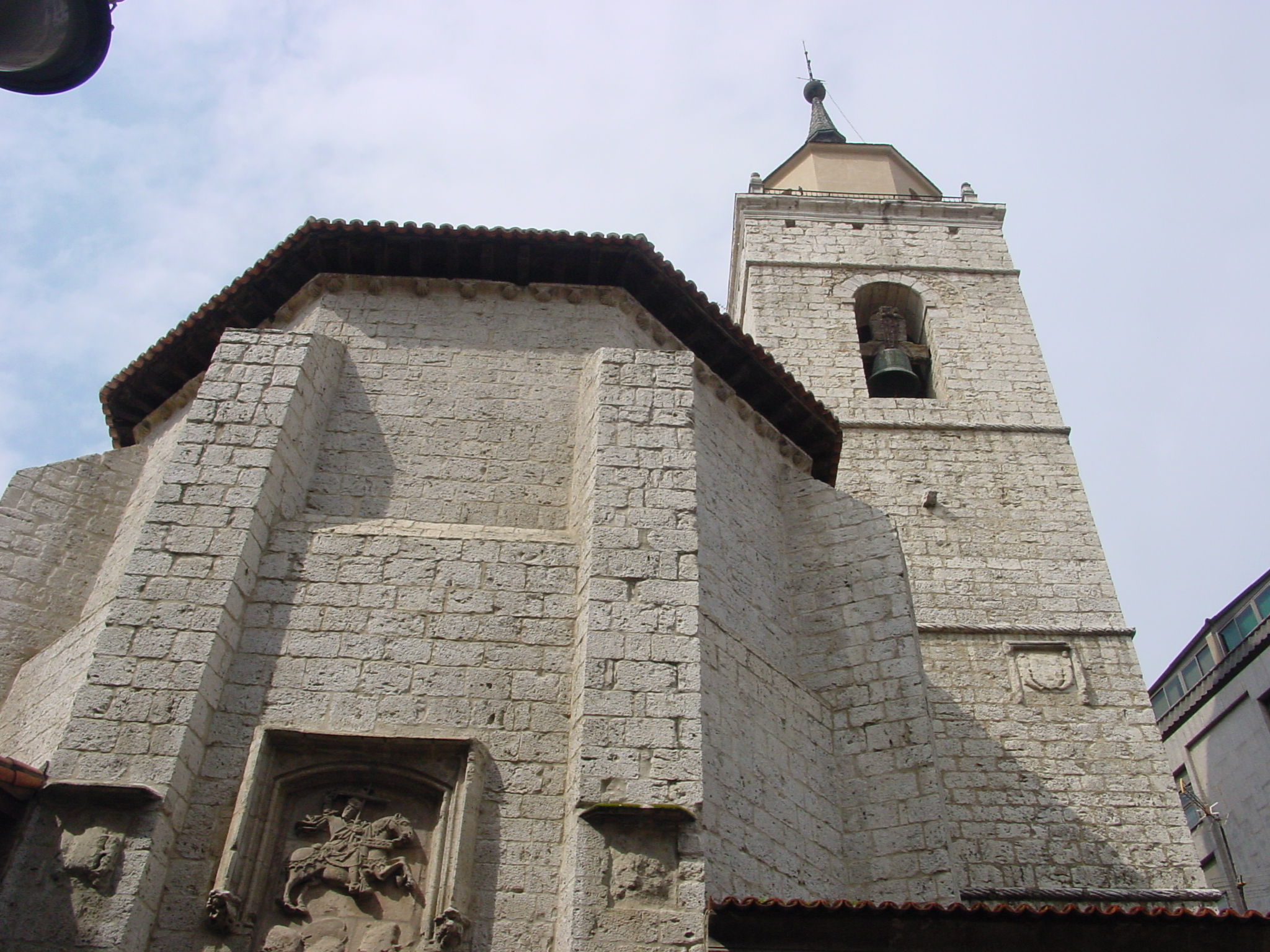
Ábside y torre de la Iglesia de Santiago Apóstol.

Se levantó sobre una pequeña ermita que fue sustituida como consecuencia del desarrollo de esta zona, motivada por la actividad comercial de la cercana plaza Mayor. 
En el edificio se encuentran partes de cronología diversa. La cabecera cubierta con bóvedas estrelladas fue finalizada en 1500 por Juan de Arandia. La nave, posterior, es de gran anchura, con cubierta de madera que estaba sustentada por arcos diafragma. En 1615 se construyen las bóvedas barrocas con yeserías, según proyecto de Francisco de Praves.
La torre, construida por Juan de Arandia y Gracía Olave a partir de 1504, domina toda la calle. El cuerpo de campanas fue modificado para ampliar las ventanas. El chapitel es del siglo XVII.

### Convento de las Francesas

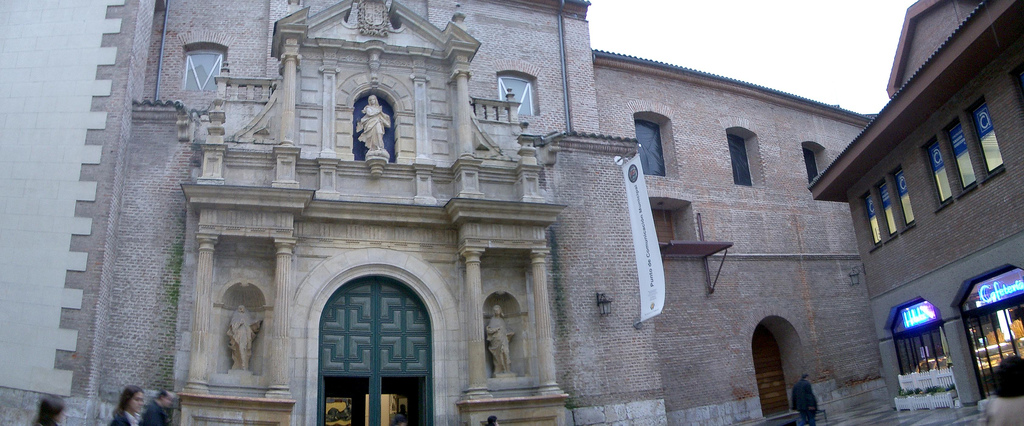
Iglesia del convento de las Francesas.

Fundado en 1487 por las hermanas María de Zúñiga y María de Fonseca para acoger a mujeres procedentes de familias nobles, en la que antaño fuera calle mayor de la villa. 
Su claustro de tres pisos se concluye en 1537, según el proyecto de Fernando de Entrambasaguas. Tiene decoraciones gótico-mudéjares inspiradas en el patio del Palacio de Santa Cruz. La iglesia, finalizada hacia 1732, es similar a la Iglesia de San Juan de Letrán, con balcones en los muros y decoraciones interiores de un barroco exaltado.
Fue ocupado desde 1886 por las dominicas francesas, que después se trasladarían a otro convento. Solo se conserva el claustro rehabilitado como centro comercial, y la iglesia que hoy es una sala de exposiciones, todo ello en el interior de un bloque de viviendas levantado en los años setenta del siglo XX.
El suelo del claustro está compuesto por piedras oscuras, planas, redondeadas por la erosión y recibidas de canto con un cementante, y unas piezas claras, amarillentas, con las que se realizan líneas, volutas, espirales... Se trata de huesos con apariencia de tabas, razón por la que recibe popularmente el nombre de Patio de las Tabas. Sin embargo, se trata de metápodos o huesos canon. Están serrados parcialmente por su epífisis distal, que es doble pues se trata de un hueso de los bóvidos formado por la fusión de dos metápodos, el III y el IV. Tienen un hueso doble de este tipo en cada pata y en sus extremos articulan las falanges de los dedos, luego insertados en el suelo a través de la caña del hueso. Según el tamaño pueden ser de cordero, cabra, vaca o toro. Existen construcciones con huesos en muchos otros monumentos de España.

### Viviendas en Santiago, 26
Se trata de un bloque proyectado por el arquitecto Ramón Pérez Lozana que también diseñó varios bloques de viviendas y edificios de distinto uso, como el cine Roxy, en un contenido estilo Decó.
Se encuentra entre las calles Santiago y Doctrinos, aprovechándose de su situación en esquina para desarrollar un proyecto en el que esta parte es la que cobra mayor protagonismo. Cuenta con un cuerpo en voladizo, rematado con un ático muy pronunciado. La verticalidad se acentuaba antaño con dos mástiles previstos de los que en cada lado solo queda el arranque.
Se juega con la mezcla de ladrillo y las superficies revocadas, recalcándose la verticalidad con las franjas situadas entre las ventanas y con los cuerpos de galerías que avanzan respecto a la línea de la fachada.